# Torneo Apertura 2009 Liga de Ascenso
El Torneo de Apertura 2009 fue la 29ª edición de la Liga de Ascenso de México con el que inició la temporada 2009-10.
En la asamblea de clubes de la Primera División 'A', encabezada por las máximas autoridades de la Federación Mexicana de Fútbol; Justino Compeán (Presidente), Decio de María (secretario general), Enrique Bonilla (director general Deportivo y secretario de la Primera 'A') y Luis León Páez (director general de Administración y Finanzas) además de los clubes participantes, se cambió el nombre a Liga de Ascenso de México.

## Cambios
- El número de equipos desciende de 27 a 17 equipos.

- Querétaro ascendió a la Primera División.

- Necaxa descendió de la Primera División.

- Potros Chetumal  trasladó su franquicia a Ciudad Nezahualcóyotl, Estado de México y convirtió su franquicia a  Atlante UTN.

- Salamanca trasladó su franquicia a La Piedad, Michoacán y se convirtió en  Reboceros de La Piedad .

- La franquicia de Tapatío se convirtió en  Leones Negros .

- Real de Colima se convirtió en  Guerreros de Hermosillo .

Equipos desaparecidos
- Socio Águila

- Indios Chihuahua

- Santos 'A'

- Real de Colima

- Tigres B

- Atlético Mexiquense

- Tampico Madero

- Rayados 'A'

- Jaguares 'A'

- Académicos

 En negritas se encuentran resaltados los clubes recién llegados a la Liga de Ascenso Torneo Apertura 2009.

## Mecánica del torneo
El torneo de apertura abre la temporada 2009-2010 del fútbol profesional en México. La Liga de Ascenso está conformada por diecisiete equipos. La primera fase del torneo enfrenta entre sí a todos los equipos participantes, y avanzan a la Liguilla (torneo final a eliminación directa).
La calificación a la Liguilla se basará en la Tabla general de competencia. El Superlíder de ella avanzará directamente a Semifinales y para completar dichas semifinales, del equipo 2 al 7 de la Tabla general, avanzarán a cuartos de final. Los equipos que ganen completarán con el Superlíder las semifinales.

## Equipos participantes
Para el torneo Apertura 2009 se han confirmado la participación de 17 equipos quienes tienen derecho a ascenso.
Cambiando de sede y nombre Petroleros de Salamanca a La Piedad, Potros Chetumal a Potros Neza, Real Colima a Hermosillo y Club Deportivo Tapatío a U de G.

### Equipos por entidad federativa
| Estado           | N.º | Equipos            |
| ---------------- | --- | ------------------ |
| Guanajuato       | 2   | Irapuato y León    |
| Veracruz         | 2   | Orizaba y Veracruz |
| Tamaulipas       | 1   | Correcaminos UAT   |
| Aguascalientes   | 1   | Necaxa             |
| Estado de México | 1   | Atlante UTN        |
| Michoacán        | 1   | La Piedad          |
| Sinaloa          | 1   | Dorados            |
| Puebla           | 1   | Lobos BUAP         |
| Hidalgo          | 1   | Cruz Azul Hidalgo  |
| Morelos          | 1   | Pumas Morelos      |
| Durango          | 1   | Alacranes          |
| Jalisco          | 1   | Leones Negros      |
| Baja California  | 1   | Tijuana            |
| Sonora           | 1   | Guerreros          |
| Yucatán          | 1   | Mérida FC          |

### Información de los equipos participantes
| Equipo                                                | Ciudad                                  | Estadio              |
| ----------------------------------------------------- | --------------------------------------- | -------------------- |
| Alacranes de Durango                                  | Durango, Durango                        | Francisco Zarco      |
| Club Tijuana                                          | Tijuana, Baja California                | Caliente             |
| Correcaminos de la Universidad Autónoma de Tamaulipas | Ciudad Victoria, Tamaulipas             | Marte R. Gómez       |
| Cruz Azul Hidalgo                                     | Jasso, Hidalgo                          | 10 de Diciembre      |
| Dorados de Sinaloa                                    | Culiacán, Sinaloa                       | Banorte              |
| Club Deportivo Irapuato                               | Irapuato, Guanajuato                    | Sergio León Chávez   |
| Club León                                             | León, Guanajuato                        | León                 |
| Lobos de la BUAP                                      | Puebla, Puebla                          | Cuauhtémoc           |
| Venados del Mérida FC                                 | Mérida, Yucatán                         | Carlos Iturralde     |
| Club de Fútbol La Piedad                              | La Piedad, Michoacán                    | Juan N. López        |
| Club Necaxa                                           | Aguascalientes, Aguascalientes          | Victoria             |
| Potros Neza                                           | Ciudad Nezahualcóyotl, Estado de México | Neza 86              |
| Pumas Morelos                                         | Cuernavaca, Morelos                     | Centenario           |
| Guerreros FC de Hermosillo                            | Hermosillo, Sonora                      | Héroe de Nacozari    |
| Tiburones Rojos de Veracruz                           | Veracruz, Veracruz                      | Luis "Pirata" Fuente |
| Leones Negros de la Universidad de Guadalajara        | Guadalajara, Jalisco                    | Jalisco              |
| Albinegros de Orizaba                                 | Orizaba, Veracruz                       | Socum*               |

 (*) En este torneo jugará en el Estadio Luis "Pirata" Fuente del puerto de Veracruz debido a la remodelación de su estadio. 

## Tabla general
| Pos. | Equipo            | Pts. | PJ | G  | E | P  | GF | GC | Dif. | Clasificación                   |
| ---- | ----------------- | ---- | -- | -- | - | -- | -- | -- | ---- | ------------------------------- |
| 1    | Irapuato          | 32   | 16 | 10 | 2 | 4  | 28 | 18 | +10  | Semifinales de la liguilla      |
| 2    | Lobos BUAP        | 28   | 16 | 8  | 4 | 4  | 19 | 13 | +6   | Cuartos de final de la liguilla |
| 3    | Necaxa (C)        | 28   | 16 | 8  | 4 | 4  | 23 | 18 | +5   | Cuartos de final de la liguilla |
| 4    | Veracruz          | 28   | 16 | 8  | 4 | 4  | 18 | 13 | +5   | Cuartos de final de la liguilla |
| 5    | Dorados           | 26   | 16 | 8  | 2 | 6  | 23 | 22 | +1   | Cuartos de final de la liguilla |
| 6    | Cruz Azul Hidalgo | 25   | 16 | 7  | 4 | 5  | 21 | 22 | −1   | Cuartos de final de la liguilla |
| 7    | Atlante UTN       | 24   | 16 | 6  | 6 | 4  | 24 | 21 | +3   | Cuartos de final de la liguilla |
| 8    | Mérida            | 24   | 16 | 6  | 6 | 4  | 18 | 15 | +3   |                                 |
| 9    | Pumas Morelos     | 21   | 16 | 4  | 9 | 3  | 21 | 19 | +2   |                                 |
| 10   | León              | 21   | 16 | 6  | 3 | 7  | 27 | 26 | +1   |                                 |
| 11   | Tijuana           | 20   | 16 | 5  | 5 | 6  | 23 | 24 | −1   |                                 |
| 12   | Alacranes         | 20   | 16 | 5  | 5 | 6  | 23 | 24 | −1   |                                 |
| 13   | Correcaminos UAT  | 19   | 16 | 6  | 1 | 9  | 18 | 22 | −4   |                                 |
| 14   | La Piedad         | 18   | 16 | 4  | 6 | 6  | 22 | 21 | +1   |                                 |
| 15   | Orizaba           | 13   | 16 | 3  | 4 | 9  | 12 | 19 | −7   |                                 |
| 16   | Leones Negros     | 13   | 16 | 2  | 7 | 7  | 11 | 21 | −10  |                                 |
| 17   | Guerreros         | 10   | 16 | 2  | 4 | 10 | 6  | 24 | −18  |                                 |

 Fuente: [cita requerida]

## Torneo regular
- Los horarios son correspondientes al Tiempo del Centro de México (UTC-6 y UTC-5 en horario de verano).[1]

| Jornada 1         | Jornada 1 | Jornada 1     | Jornada 1            | Jornada 1   | Jornada 1 | Jornada 1 |
| Local             | Resultado | Visitante     | Estadio              | Fecha       | Hora      |           |
| ----------------- | --------- | ------------- | -------------------- | ----------- | --------- | --------- |
| Correcaminos      | 3 - 2     | León          | Marte R. Gómez       | 31 de julio | 20:30     |           |
| Necaxa            | 1 - 0     | Veracruz      | Victoria             | 1 de agosto | 17:00     |           |
| Orizaba           | 1 - 1     | Pumas Morelos | Luis "Pirata" Fuente | 1 de agosto | 17:00     |           |
| Irapuato          | 3 - 1     | Leones Negros | Sergio León Chávez   | 1 de agosto | 19:00     |           |
| Dorados           | 2 - 0     | Guerreros     | Banorte              | 1 de agosto | 20:00     |           |
| Cruz Azul Hidalgo | 2 - 0     | Lobos BUAP    | 10 de diciembre      | 2 de agosto | 12:00     |           |
| Atlante UTN       | 2 - 1     | Alacranes     | Neza 86              | 2 de agosto | 12:00     |           |
| Tijuana           | 1 - 1     | La Piedad     | Caliente             | 2 de agosto | 15:00     |           |
| DESCANSO:         | DESCANSO: | DESCANSO:     | Mérida               | Mérida      | Mérida    |           |

| Jornada 2     | Jornada 2 | Jornada 2    | Jornada 2            | Jornada 2         | Jornada 2         | Jornada 2 |
| Local         | Resultado | Visitante    | Estadio              | Fecha             | Hora              |           |
| ------------- | --------- | ------------ | -------------------- | ----------------- | ----------------- | --------- |
| Leones Negros | 0 - 1     | Tijuana      | Jalisco              | 7 de agosto       | 20:00             |           |
| Guerreros     | 0 - 0     | Necaxa       | Héroe de Nacozari    | 7 de agosto       | 22:30             |           |
| Pumas Morelos | 1 - 1     | Mérida       | Centenario           | 8 de agosto       | 16:00             |           |
| Veracruz      | 2 - 1     | Irapuato     | Luis "Pirata" Fuente | 8 de agosto       | 18:00             |           |
| Alacranes     | 2 - 2     | Dorados      | Francisco Zarco      | 8 de agosto       | 20:00             |           |
| León          | 1 - 0     | Orizaba      | León                 | 8 de agosto       | 20:00             |           |
| Lobos BUAP    | 1 - 1     | Atlante UTN  | Cuauhtémoc           | 9 de agosto       | 12:00             |           |
| La Piedad     | 4 - 1     | Correcaminos | Juan N. López        | 9 de agosto       | 16:00             |           |
| DESCANSO:     | DESCANSO: | DESCANSO:    | Cruz Azul Hidalgo    | Cruz Azul Hidalgo | Cruz Azul Hidalgo |           |

| Jornada 3         | Jornada 3 | Jornada 3     | Jornada 3               | Jornada 3    | Jornada 3   | Jornada 3 |
| Local             | Resultado | Visitante     | Estadio                 | Fecha        | Hora        |           |
| ----------------- | --------- | ------------- | ----------------------- | ------------ | ----------- | --------- |
| Leones Negros     | 1 - 2     | Veracruz      | Jalisco                 | 14 de agosto | 20:00       |           |
| Orizaba           | 1 - 1     | La Piedad     | Luis "Pirata" Fuente    | 15 de agosto | 17:00       |           |
| Mérida            | 2 - 0     | León          | Carlos Iturralde Rivero | 15 de agosto | 17:00       |           |
| Necaxa            | 2 - 1     | Alacranes     | Victoria                | 15 de agosto | 17:00       |           |
| Irapuato          | 4 - 0     | Guerreros     | Sergio León Chávez      | 15 de agosto | 19:00       |           |
| Dorados           | 0 - 2     | Lobos BUAP    | Banorte                 | 15 de agosto | 20:00       |           |
| Cruz Azul Hidalgo | 1 - 1     | Pumas Morelos | 10 de diciembre         | 16 de agosto | 12:00       |           |
| Tijuana           | 0 - 1     | Correcaminos  | Caliente                | 16 de agosto | 15:00       |           |
| DESCANSO:         | DESCANSO: | DESCANSO:     | Atlante UTN             | Atlante UTN  | Atlante UTN |           |

| Jornada 4     | Jornada 4 | Jornada 4         | Jornada 4            | Jornada 4    | Jornada 4 | Jornada 4 |
| Local         | Resultado | Visitante         | Estadio              | Fecha        | Hora      |           |
| ------------- | --------- | ----------------- | -------------------- | ------------ | --------- | --------- |
| Correcaminos  | 3 - 1     | Orizaba           | Marte R. Gómez       | 21 de agosto | 20:30     |           |
| Guerreros     | 0 - 1     | Leones Negros     | Héroe de Nacozari    | 21 de agosto | 22:30     |           |
| Pumas Morelos | 2 - 2     | Atlante UTN       | Centenario           | 22 de agosto | 16:00     |           |
| Veracruz      | 1 - 1     | Tijuana           | Luis "Pirata" Fuente | 22 de agosto | 18:00     |           |
| Alacranes     | 2 - 3     | Irapuato          | Francisco Zarco      | 22 de agosto | 20:00     |           |
| León          | 5 - 1     | Cruz Azul Hidalgo | León                 | 22 de agosto | 20:00     |           |
| Lobos BUAP    | 1 - 0     | Necaxa            | Cuauhtémoc           | 23 de agosto | 12:00     |           |
| La Piedad     | 2 - 2     | Mérida            | Juan N. López        | 23 de agosto | 16:00     |           |
| DESCANSO:     | DESCANSO: | DESCANSO:         | Dorados              | Dorados      | Dorados   |           |

| Jornada 5         | Jornada 5 | Jornada 5     | Jornada 5               | Jornada 5    | Jornada 5 | Jornada 5 |
| Local             | Resultado | Visitante     | Estadio                 | Fecha        | Hora      |           |
| ----------------- | --------- | ------------- | ----------------------- | ------------ | --------- | --------- |
| Leones Negros     | 1 - 1     | Alacranes     | Jalisco                 | 28 de agosto | 20:00     |           |
| Veracruz          | 1 - 1     | Guerreros     | Luis "Pirata" Fuente    | 29 de agosto | 18:00     |           |
| Mérida            | 0 - 2     | Correcaminos  | Carlos Iturralde Rivero | 29 de agosto | 19:00     |           |
| Irapuato          | 2 - 1     | Lobos BUAP    | Sergio León Chávez      | 29 de agosto | 19:00     |           |
| Dorados           | 3 - 2     | Pumas Morelos | Banorte                 | 29 de agosto | 20:00     |           |
| Cruz Azul Hidalgo | 3 - 0     | La Piedad     | 10 de diciembre         | 30 de agosto | 12:00     |           |
| Atlante UTN       | 1 - 1     | León          | Neza 86                 | 30 de agosto | 12:00     |           |
| Tijuana           | 3 - 1     | Orizaba       | Caliente                | 30 de agosto | 15:00     |           |
| DESCANSO:         | DESCANSO: | DESCANSO:     | Necaxa                  | Necaxa       | Necaxa    |           |

| Jornada 6     | Jornada 6 | Jornada 6         | Jornada 6            | Jornada 6       | Jornada 6 | Jornada 6 |
| Local         | Resultado | Visitante         | Estadio              | Fecha           | Hora      |           |
| ------------- | --------- | ----------------- | -------------------- | --------------- | --------- | --------- |
| Lobos BUAP    | 1 - 2     | Leones Negros     | Cuauhtémoc           | 4 de septiembre | 15:00     |           |
| Correcaminos  | 1 - 1     | Cruz Azul Hidalgo | Marte R. Gómez       | 4 de septiembre | 20:30     |           |
| Guerreros     | 1 - 0     | Tijuana           | Héroe de Nacozari    | 4 de septiembre | 22:30     |           |
| Pumas Morelos | 1 - 1     | Necaxa            | Centenario           | 5 de septiembre | 16:00     |           |
| León          | 2 - 2     | Dorados           | León                 | 5 de septiembre | 17:00     |           |
| Orizaba       | 3 - 1     | Mérida            | Luis "Pirata" Fuente | 5 de septiembre | 18:00     |           |
| Alacranes     | 1 - 2     | Veracruz          | Francisco Zarco      | 5 de septiembre | 20:00     |           |
| La Piedad     | 2 - 2     | Atlante UTN       | Juan N. López        | 6 de septiembre | 16:00     |           |
| DESCANSO:     | DESCANSO: | DESCANSO:         | Irapuato             | Irapuato        | Irapuato  |           |

| Jornada 7         | Jornada 7 | Jornada 7     | Jornada 7            | Jornada 7        | Jornada 7     | Jornada 7 |
| Local             | Resultado | Visitante     | Estadio              | Fecha            | Hora          |           |
| ----------------- | --------- | ------------- | -------------------- | ---------------- | ------------- | --------- |
| Guerreros         | 0 - 1     | Alacranes     | Héroe de Nacozari    | 11 de septiembre | 22:30         |           |
| Necaxa            | 2 - 1     | León          | Victoria             | 12 de septiembre | 17:00         |           |
| Veracruz          | 2 - 0     | Lobos BUAP    | Luis "Pirata" Fuente | 12 de septiembre | 18:00         |           |
| Irapuato          | 2 - 1     | Pumas Morelos | Sergio León Chávez   | 12 de septiembre | 19:00         |           |
| Dorados           | 1 - 2     | La Piedad     | Banorte              | 12 de septiembre | 20:00         |           |
| Cruz Azul Hidalgo | 1 - 0     | Orizaba       | 10 de diciembre      | 13 de septiembre | 12:00         |           |
| Atlante UTN       | 2 - 1     | Correcaminos  | Neza 86              | 13 de septiembre | 15:00         |           |
| Tijuana           | 0 - 1     | Mérida        | Caliente             | 13 de septiembre | 15:00         |           |
| DESCANSO:         | DESCANSO: | DESCANSO:     | Leones Negros        | Leones Negros    | Leones Negros |           |

| Jornada 8     | Jornada 8 | Jornada 8         | Jornada 8               | Jornada 8        | Jornada 8 | Jornada 8 |
| Local         | Resultado | Visitante         | Estadio                 | Fecha            | Hora      |           |
| ------------- | --------- | ----------------- | ----------------------- | ---------------- | --------- | --------- |
| Pumas Morelos | 0 - 0     | Leones Negros     | Centenario              | 16 de septiembre | 15:00     |           |
| Lobos BUAP    | 3 - 0     | Guerreros         | Cuauhtémoc              | 16 de septiembre | 15:00     |           |
| La Piedad     | 1 - 1     | Necaxa            | Juan N. López           | 16 de septiembre | 16:00     |           |
| Orizaba       | 2 - 0     | Atlante UTN       | Luis "Pirata" Fuente    | 16 de septiembre | 18:00     |           |
| Alacranes     | 2 - 2     | Tijuana           | Francisco Zarco         | 16 de septiembre | 18:00     |           |
| Correcaminos  | 0 - 1     | Dorados           | Marte R. Gómez          | 16 de septiembre | 20:00     |           |
| León          | 3 - 2     | Irapuato          | León                    | 16 de septiembre | 20:00     |           |
| Mérida        | 1 - 0     | Cruz Azul Hidalgo | Carlos Iturralde Rivero | 17 de septiembre | 20:30     |           |
| DESCANSO:     | DESCANSO: | DESCANSO:         | Veracruz                | Veracruz         | Veracruz  |           |

| Jornada 9     | Jornada 9 | Jornada 9         | Jornada 9            | Jornada 9        | Jornada 9 | Jornada 9 |
| Local         | Resultado | Visitante         | Estadio              | Fecha            | Hora      |           |
| ------------- | --------- | ----------------- | -------------------- | ---------------- | --------- | --------- |
| Necaxa        | 2 - 1     | Correcaminos      | Victoria             | 19 de septiembre | 17:00     |           |
| Veracruz      | 0 - 0     | Pumas Morelos     | Luis "Pirata" Fuente | 19 de septiembre | 19:00     |           |
| Irapuato      | 1 - 0     | La Piedad         | Sergio León Chávez   | 19 de septiembre | 19:00     |           |
| Alacranes     | 0 - 0     | Lobos BUAP        | Francisco Zarco      | 19 de septiembre | 20:00     |           |
| Dorados       | 1 - 0     | Orizaba           | Banorte              | 19 de septiembre | 20:00     |           |
| Leones Negros | 1 - 1     | León              | Jalisco              | 20 de septiembre | 12:00     |           |
| Atlante UTN   | 1 - 1     | Mérida            | Neza 86              | 20 de septiembre | 12:00     |           |
| Tijuana       | 4 - 0     | Cruz Azul Hidalgo | Caliente             | 20 de septiembre | 15:00     |           |
| DESCANSO:     | DESCANSO: | DESCANSO:         | Guerreros            | Guerreros        | Guerreros |           |

| Jornada 10        | Jornada 10 | Jornada 10    | Jornada 10              | Jornada 10       | Jornada 10 | Jornada 10 |
| Local             | Resultado  | Visitante     | Estadio                 | Fecha            | Hora       |            |
| ----------------- | ---------- | ------------- | ----------------------- | ---------------- | ---------- | ---------- |
| Correcaminos      | 0 - 1      | Irapuato      | Marte R. Gómez          | 25 de septiembre | 20:30      |            |
| Pumas Morelos     | 1 - 1      | Guerreros     | Centenario              | 26 de septiembre | 16:00      |            |
| Orizaba           | 1 - 3      | Necaxa        | Luis "Pirata" Fuente    | 26 de septiembre | 18:00      |            |
| Mérida            | 2 - 1      | Dorados       | Carlos Iturralde Rivero | 26 de septiembre | 19:00      |            |
| León              | 3 - 0      | Veracruz      | León                    | 26 de septiembre | 20:00      |            |
| Cruz Azul Hidalgo | 2 - 1      | Atlante UTN   | 10 de diciembre         | 27 de septiembre | 12:00      |            |
| Lobos BUAP        | 2 - 0      | Tijuana       | Cuauhtémoc              | 27 de septiembre | 12:00      |            |
| La Piedad         | 4 - 0      | Leones Negros | Juan N. López           | 27 de septiembre | 16:00      |            |
| DESCANSO:         | DESCANSO:  | DESCANSO:     | Alacranes               | Alacranes        | Alacranes  |            |

| Jornada 11    | Jornada 11 | Jornada 11        | Jornada 11           | Jornada 11   | Jornada 11 | Jornada 11 |
| Local         | Resultado  | Visitante         | Estadio              | Fecha        | Hora       |            |
| ------------- | ---------- | ----------------- | -------------------- | ------------ | ---------- | ---------- |
| Leones Negros | 0 - 1      | Correcaminos      | Jalisco              | 2 de octubre | 20:00      |            |
| Guerreros     | 2 - 1      | León              | Héroe de Nacozari    | 2 de octubre | 22:30      |            |
| Necaxa        | 1 - 0      | Mérida            | Victoria             | 3 de octubre | 17:00      |            |
| Veracruz      | 1 - 0      | La Piedad         | Luis "Pirata" Fuente | 3 de octubre | 18:00      |            |
| Irapuato      | 1 - 0      | Orizaba           | Sergio León Chávez   | 3 de octubre | 19:00      |            |
| Alacranes     | 3 - 5      | Pumas Morelos     | Francisco Zarco      | 3 de octubre | 20:00      |            |
| Dorados       | 2 - 1      | Cruz Azul Hidalgo | Banorte              | 3 de octubre | 20:00      |            |
| Tijuana       | 0 - 0      | Atlante UTN       | Caliente             | 4 de octubre | 15:00      |            |
| DESCANSO:     | DESCANSO:  | DESCANSO:         | Lobos BUAP           | Lobos BUAP   | Lobos BUAP |            |

| Jornada 12        | Jornada 12 | Jornada 12    | Jornada 12              | Jornada 12    | Jornada 12 | Jornada 12 |
| Local             | Resultado  | Visitante     | Estadio                 | Fecha         | Hora       |            |
| ----------------- | ---------- | ------------- | ----------------------- | ------------- | ---------- | ---------- |
| Correcaminos      | 0 - 2      | Veracruz      | Marte R. Gómez          | 16 de octubre | 20:30      |            |
| Pumas Morelos     | 0 - 0      | Lobos BUAP    | Centenario              | 17 de octubre | 16:00      |            |
| Orizaba           | 1 - 1      | Leones Negros | Luis "Pirata" Fuente    | 17 de octubre | 18:00      |            |
| Mérida            | 1 - 1      | Irapuato      | Carlos Iturralde Rivero | 17 de octubre | 19:00      |            |
| León              | 0 - 2      | Alacranes     | León                    | 17 de octubre | 19:00      |            |
| Cruz Azul Hidalgo | 2 - 0      | Necaxa        | 10 de diciembre         | 18 de octubre | 12:00      |            |
| \|Atlante UTN     | 4 - 1      | Dorados       | Neza 86                 | 18 de octubre | 16:00      |            |
| La Piedad         | 0 - 0      | Leones Negros | Juan N. López           | 18 de octubre | 16:00      |            |
| DESCANSO:         | DESCANSO:  | DESCANSO:     | Tijuana                 | Tijuana       | Tijuana    |            |

| Jornada 13    | Jornada 13 | Jornada 13        | Jornada 13           | Jornada 13    | Jornada 13    | Jornada 13 |
| Local         | Resultado  | Visitante         | Estadio              | Fecha         | Hora          |            |
| ------------- | ---------- | ----------------- | -------------------- | ------------- | ------------- | ---------- |
| Lobos BUAP    | 3 - 2      | León              | Cuauhtémoc           | 23 de octubre | 15:00         |            |
| Leones Negros | 2 - 2      | Mérida            | Jalisco              | 23 de octubre | 20:00         |            |
| Necaxa        | 5 - 1      | Atlante UTN       | Victoria             | 24 de octubre | 17:00         |            |
| Veracruz      | 1 - 0      | Orizaba           | Luis "Pirata" Fuente | 24 de octubre | 18:00         |            |
| Alacranes     | 2 - 0      | La Piedad         | Francisco Zarco      | 24 de octubre | 20:00         |            |
| Guerreros     | 1 - 2      | Correcaminos      | Héroe de Nacozari    | 24 de octubre | 22:30         |            |
| Tijuana       | 1 - 0      | Dorados           | Caliente             | 25 de octubre | 15:00         |            |
| Irapuato      | 1 - 2      | Cruz Azul Hidalgo | Sergio León Chávez   | 25 de octubre | 16:00         |            |
| DESCANSO:     | DESCANSO:  | DESCANSO:         | Pumas Morelos        | Pumas Morelos | Pumas Morelos |            |

| Jornada 14        | Jornada 14 | Jornada 14    | Jornada 14              | Jornada 14     | Jornada 14 | Jornada 14 |
| Local             | Resultado  | Visitante     | Estadio                 | Fecha          | Hora       |            |
| ----------------- | ---------- | ------------- | ----------------------- | -------------- | ---------- | ---------- |
| Correcaminos      | 1 - 2      | Alacranes     | Marte R. Gómez          | 30 de octubre  | 20:30      |            |
| Pumas Morelos     | 2 - 1      | Tijuana       | Centenario              | 31 de octubre  | 15:00      |            |
| Orizaba           | 1 - 0      | Guerreros     | Luis "Pirata" Fuente    | 31 de octubre  | 18:00      |            |
| Mérida            | 0 - 0      | Veracruz      | Carlos Iturralde Rivero | 31 de octubre  | 19:00      |            |
| Dorados           | 3 - 1      | Necaxa        | Banorte                 | 31 de octubre  | 20:00      |            |
| Cruz Azul Hidalgo | 0 - 0      | Leones Negros | 10 de diciembre         | 1 de noviembre | 12:00      |            |
| Atlante UTN       | 1 - 2      | Irapuato      | Neza 86                 | 1 de noviembre | 12:00      |            |
| La Piedad         | 1 - 2      | Lobos BUAP    | Juan N. López           | 1 de noviembre | 16:00      |            |
| DESCANSO:         | DESCANSO:  | DESCANSO:     | León                    | León           | León       |            |

| Jornada 15    | Jornada 15 | Jornada 15        | Jornada 15           | Jornada 15     | Jornada 15 | Jornada 15 |
| Local         | Resultado  | Visitante         | Estadio              | Fecha          | Hora       |            |
| ------------- | ---------- | ----------------- | -------------------- | -------------- | ---------- | ---------- |
| Leones Negros | 0 - 1      | Atlante UTN       | Jalisco              | 6 de noviembre | 20:00      |            |
| Guerreros     | 0 - 2      | Mérida            | Héroe de Nacozari    | 6 de noviembre | 21:30      |            |
| Pumas Morelos | 1 - 2      | León              | Centenario           | 7 de noviembre | 15:00      |            |
| Veracruz      | 4 - 0      | Cruz Azul Hidalgo | Luis "Pirata" Fuente | 7 de noviembre | 17:00      |            |
| Irapuato      | 3 - 1      | Dorados           | Sergio León Chávez   | 7 de noviembre | 19:15      |            |
| Alacranes     | 1 - 0      | Orizaba           | Francisco Zarco      | 7 de noviembre | 20:00      |            |
| Lobos BUAP    | 2 - 1      | Correcaminos      | Cuauhtémoc           | 8 de noviembre | 12:00      |            |
| Tijuana       | 3 - 0      | Necaxa            | Caliente             | 8 de noviembre | 15:00      |            |
| DESCANSO:     | DESCANSO:  | DESCANSO:         | La Piedad            | La Piedad      | La Piedad  |            |

| Jornada 16        | Jornada 16 | Jornada 16    | Jornada 16              | Jornada 16      | Jornada 16   | Jornada 16 |
| Local             | Resultado  | Visitante     | Estadio                 | Fecha           | Hora         |            |
| ----------------- | ---------- | ------------- | ----------------------- | --------------- | ------------ | ---------- |
| Necaxa            | 3 - 1      | Irapuato      | Victoria                | 14 de noviembre | 17:00        |            |
| Orizaba           | 0 - 0      | Lobos BUAP    | Luis "Pirata" Fuente    | 14 de noviembre | 18:00        |            |
| Mérida            | 2 - 0      | Alacranes     | Carlos Iturralde Rivero | 14 de noviembre | 19:00        |            |
| León              | 2 - 1      | Tijuana       | León                    | 14 de noviembre | 19:00        |            |
| Dorados           | 2 - 0      | Leones Negros | Banorte                 | 14 de noviembre | 20:00        |            |
| Cruz Azul Hidalgo | 3 - 0      | Guerreros     | 10 de diciembre         | 15 de noviembre | 12:00        |            |
| Atlante UTN       | 3 - 0      | Veracruz      | Neza 86                 | 15 de noviembre | 12:00        |            |
| La Piedad         | 1 - 2      | Pumas Morelos | Juan N. López           | 15 de noviembre | 15:00        |            |
| DESCANSO:         | DESCANSO:  | DESCANSO:     | Correcaminos            | Correcaminos    | Correcaminos |            |

| Jornada 17    | Jornada 17 | Jornada 17        | Jornada 17           | Jornada 17      | Jornada 17 | Jornada 17 |
| Local         | Resultado  | Visitante         | Estadio              | Fecha           | Hora       |            |
| ------------- | ---------- | ----------------- | -------------------- | --------------- | ---------- | ---------- |
| Leones Negros | 1 - 1      | Necaxa            | Jalisco              | 20 de noviembre | 20:00      |            |
| Guerreros     | 0 - 2      | Atlante UTN       | Héroe de Nacozari    | 20 de noviembre | 21:30      |            |
| Pumas Morelos | 1 - 0      | Correcaminos      | Centenario           | 21 de noviembre | 15:00      |            |
| Veracruz      | 0 - 1      | Dorados           | Luis "Pirata" Fuente | 21 de noviembre | 17:00      |            |
| León          | 1 - 3      | La Piedad         | León                 | 21 de noviembre | 19:00      |            |
| Alacranes     | 2 - 2      | Cruz Azul Hidalgo | Francisco Zarco      | 21 de noviembre | 20:00      |            |
| Lobos BUAP    | 1 - 0      | Mérida            | Cuauhtémoc           | 22 de noviembre | 12:00      |            |
| Tijuana       | 0 - 0      | Irapuato          | Caliente             | 22 de noviembre | 15:00      |            |
| DESCANSO:     | DESCANSO:  | DESCANSO:         | Orizaba              | Orizaba         | Orizaba    |            |

## Liguilla
|  | Cuartos de final                                                         | Cuartos de final                                                         | Cuartos de final                                                         | Cuartos de final                                                         | Cuartos de final                                                         |   |   | Semifinales                                                          | Semifinales                                                          | Semifinales                                                          | Semifinales                                                          | Semifinales                                                          |  |   | Final                                                         | Final                                                         | Final                                                         | Final                                                         | Final                                                         |  |
|  | 25 y 26 de noviembre de 2009 (ida) 28 y 29 de noviembre de 2009 (vuelta) | 25 y 26 de noviembre de 2009 (ida) 28 y 29 de noviembre de 2009 (vuelta) | 25 y 26 de noviembre de 2009 (ida) 28 y 29 de noviembre de 2009 (vuelta) | 25 y 26 de noviembre de 2009 (ida) 28 y 29 de noviembre de 2009 (vuelta) | 25 y 26 de noviembre de 2009 (ida) 28 y 29 de noviembre de 2009 (vuelta) |   |   | 2 y 3 de diciembre de 2009 (ida) 5 y 6 de diciembre de 2009 (vuelta) | 2 y 3 de diciembre de 2009 (ida) 5 y 6 de diciembre de 2009 (vuelta) | 2 y 3 de diciembre de 2009 (ida) 5 y 6 de diciembre de 2009 (vuelta) | 2 y 3 de diciembre de 2009 (ida) 5 y 6 de diciembre de 2009 (vuelta) | 2 y 3 de diciembre de 2009 (ida) 5 y 6 de diciembre de 2009 (vuelta) |  |   | 9 de diciembre de 2009 (ida) 12 de diciembre de 2009 (vuelta) | 9 de diciembre de 2009 (ida) 12 de diciembre de 2009 (vuelta) | 9 de diciembre de 2009 (ida) 12 de diciembre de 2009 (vuelta) | 9 de diciembre de 2009 (ida) 12 de diciembre de 2009 (vuelta) | 9 de diciembre de 2009 (ida) 12 de diciembre de 2009 (vuelta) |  |
|  |                                                                          |                                                                          |                                                                          |                                                                          |                                                                          |   |   |                                                                      |                                                                      |                                                                      |                                                                      |                                                                      |  |   |                                                               |                                                               |                                                               |                                                               |                                                               |  |
|  |                                                                          |                                                                          |                                                                          |                                                                          |                                                                          |   |   |                                                                      |                                                                      |                                                                      |                                                                      |                                                                      |  |   |                                                               |                                                               |                                                               |                                                               |                                                               |  |
|  |                                                                          |                                                                          |                                                                          |                                                                          |                                                                          |   |   |                                                                      |                                                                      |                                                                      |                                                                      |                                                                      |  |   |                                                               |                                                               |                                                               |                                                               |                                                               |  |
|  |                                                                          |                                                                          |                                                                          |                                                                          |                                                                          |   |   |                                                                      |                                                                      |                                                                      |                                                                      |                                                                      |  |   |                                                               |                                                               |                                                               |                                                               |                                                               |  |
|  |                                                                          |                                                                          |                                                                          |                                                                          |                                                                          |   |   |                                                                      |                                                                      |                                                                      |                                                                      |                                                                      |  |   |                                                               |                                                               |                                                               |                                                               |                                                               |  |
|  |                                                                          | 1                                                                        | Irapuato                                                                 | 0                                                                        | 3                                                                        | 3 |   |                                                                      |                                                                      |                                                                      |                                                                      |                                                                      |  |   |                                                               |                                                               |                                                               |                                                               |                                                               |  |
|  |                                                                          |                                                                          |                                                                          |                                                                          |                                                                          | 3 |   |                                                                      |                                                                      |                                                                      |                                                                      |                                                                      |  |   |                                                               |                                                               |                                                               |                                                               |                                                               |  |
|  |                                                                          |                                                                          | 4                                                                        | Veracruz                                                                 | 1                                                                        | 0 | 1 |                                                                      |                                                                      |                                                                      |                                                                      |                                                                      |  |   |                                                               |                                                               |                                                               |                                                               |                                                               |  |
|  | 4                                                                        | Veracruz (*)                                                             | 4                                                                        | Veracruz                                                                 | 1                                                                        | 0 | 1 | 0                                                                    | 1                                                                    | 1                                                                    |                                                                      |                                                                      |  |   |                                                               |                                                               |                                                               |                                                               |                                                               |  |
|  | 4                                                                        | Veracruz (*)                                                             |                                                                          |                                                                          |                                                                          |   |   |                                                                      |                                                                      | 1                                                                    |                                                                      |                                                                      |  |   |                                                               |                                                               |                                                               |                                                               |                                                               |  |
|  | 5                                                                        | Dorados                                                                  | 1                                                                        | 0                                                                        | 1                                                                        |   |   |                                                                      |                                                                      |                                                                      |                                                                      |                                                                      |  |   |                                                               |                                                               |                                                               |                                                               |                                                               |  |
|  | 5                                                                        | Dorados                                                                  | 1                                                                        | 0                                                                        | 1                                                                        |   |   |                                                                      |                                                                      |                                                                      |                                                                      |                                                                      |  | 1 | Irapuato                                                      | 0                                                             | 3                                                             | 3                                                             |                                                               |  |
|  |                                                                          |                                                                          |                                                                          |                                                                          |                                                                          |   |   |                                                                      |                                                                      |                                                                      |                                                                      |                                                                      |  | 1 | Irapuato                                                      | 0                                                             | 3                                                             | 3                                                             |                                                               |  |
|  |                                                                          |                                                                          | 3                                                                        | Necaxa (t. s.)                                                           | 1                                                                        | 3 | 4 |                                                                      |                                                                      |                                                                      |                                                                      |                                                                      |  |   |                                                               |                                                               |                                                               |                                                               |                                                               |  |
|  | 2                                                                        | Lobos BUAP                                                               | 3                                                                        | Necaxa (t. s.)                                                           | 1                                                                        | 3 | 4 | 2                                                                    | 1                                                                    | 3                                                                    |                                                                      |                                                                      |  |   |                                                               |                                                               |                                                               |                                                               |                                                               |  |
|  | 2                                                                        | Lobos BUAP                                                               |                                                                          |                                                                          |                                                                          |   |   |                                                                      |                                                                      | 3                                                                    |                                                                      |                                                                      |  |   |                                                               |                                                               |                                                               |                                                               |                                                               |  |
|  | 7                                                                        | Atlante UTN                                                              | 1                                                                        | 0                                                                        | 1                                                                        |   |   |                                                                      |                                                                      |                                                                      |                                                                      |                                                                      |  |   |                                                               |                                                               |                                                               |                                                               |                                                               |  |
|  | 7                                                                        | Atlante UTN                                                              | 1                                                                        | 0                                                                        | 1                                                                        |   | 2 | Lobos BUAP                                                           | 0                                                                    | 0                                                                    | 0                                                                    |                                                                      |  |   |                                                               |                                                               |                                                               |                                                               |                                                               |  |
|  |                                                                          |                                                                          |                                                                          |                                                                          |                                                                          |   | 2 | Lobos BUAP                                                           | 0                                                                    | 0                                                                    | 0                                                                    |                                                                      |  |   |                                                               |                                                               |                                                               |                                                               |                                                               |  |
|  |                                                                          |                                                                          | 3                                                                        | Necaxa                                                                   | 2                                                                        | 0 | 2 |                                                                      |                                                                      |                                                                      |                                                                      |                                                                      |  |   |                                                               |                                                               |                                                               |                                                               |                                                               |  |
|  | 3                                                                        | Necaxa                                                                   | 3                                                                        | Necaxa                                                                   | 2                                                                        | 0 | 2 | 1                                                                    | 2                                                                    | 3                                                                    |                                                                      |                                                                      |  |   |                                                               |                                                               |                                                               |                                                               |                                                               |  |
|  | 3                                                                        | Necaxa                                                                   |                                                                          |                                                                          |                                                                          |   |   |                                                                      |                                                                      | 3                                                                    |                                                                      |                                                                      |  |   |                                                               |                                                               |                                                               |                                                               |                                                               |  |
|  | 6                                                                        | Cruz Azul Hidalgo                                                        | 1                                                                        | 0                                                                        | 1                                                                        |   |   |                                                                      |                                                                      |                                                                      |                                                                      |                                                                      |  |   |                                                               |                                                               |                                                               |                                                               |                                                               |  |
|  | 6                                                                        | Cruz Azul Hidalgo                                                        | 1                                                                        | 0                                                                        | 1                                                                        |   |   |                                                                      |                                                                      |                                                                      |                                                                      |                                                                      |  |   |                                                               |                                                               |                                                               |                                                               |                                                               |  |
|  |                                                                          |                                                                          |                                                                          |                                                                          |                                                                          |   |   |                                                                      |                                                                      |                                                                      |                                                                      |                                                                      |  |   |                                                               |                                                               |                                                               |                                                               |                                                               |  |

### Cuartos de final
| 25 de noviembre de 2009, 20:00 (UTC -6) | Dorados       | 1:0 (0:0) | Veracruz | Estadio Banorte, Culiacán                                          |                                                                    |
|                                         | R. Torres 77' | Reporte   |          | Asistencia: 10,000 espectadores Árbitro(s): Osvaldo Sánchez Huerta | Asistencia: 10,000 espectadores Árbitro(s): Osvaldo Sánchez Huerta |

| 28 de noviembre de 2009, 19:00 (UTC -6)                                     | Veracruz        | 1:0 (0:0) (Global 1:1) | Dorados | Estadio Luis "Pirata" Fuente, Veracruz                                |                                                                       |
|                                                                             | L. García 90+4' | Reporte                |         | Asistencia: 10,000 espectadores Árbitro(s): Fernando Guerrero Ramírez | Asistencia: 10,000 espectadores Árbitro(s): Fernando Guerrero Ramírez |
| Veracruz avanzó a Semifinales por su mejor posición en la tabla. Global 1-1 |                 |                        |         |                                                                       |                                                                       |

| 26 de noviembre de 2009, 15:00 (UTC -6) | Atlante UTN    | 1:2 (0:1) | Lobos BUAP           | Estadio UTN, Ciudad Nezahualcóyotl                                   |                                                                      |
|                                         | R. Cáceres 80' | Reporte   | Á. González 10', 82' | Asistencia: 3,000 espectadores Árbitro(s): Mario Alonso Villa García | Asistencia: 3,000 espectadores Árbitro(s): Mario Alonso Villa García |

| 29 de noviembre de 2009, 12:00 (UTC -6)     | Lobos BUAP   | 1:0 (Global 3:1) | Atlante UTN | Estadio Cuauhtémoc, Puebla                                             |                                                                        |
|                                             | J. Gómez 57' | Reporte          |             | Asistencia: 10,000 espectadores Árbitro(s): Jorge Isaac Rojas Castillo | Asistencia: 10,000 espectadores Árbitro(s): Jorge Isaac Rojas Castillo |
| Lobos BUAP avanzó a Semifinales. Global 3-1 |              |                  |             |                                                                        |                                                                        |

| 25 de noviembre de 2009, 15:00 (UTC -6) | Cruz Azul Hidalgo | 1:1 (0:0) | Necaxa                 | Estadio 10 de diciembre, Ciudad Cooperativa Cruz Azul               |                                                                     |
|                                         | A. Castro 46'     | Reporte   | I. Vázquez Mellado 84' | Asistencia: 2,000 espectadores Árbitro(s): José Roberto Méndez León | Asistencia: 2,000 espectadores Árbitro(s): José Roberto Méndez León |

| 28 de noviembre de 2009, 17:00 (UTC -6) | Necaxa                     | 2:0 (0:0) (Global 3:1) | Cruz Azul Hidalgo | Estadio Victoria, Aguascalientes                                |                                                                 |
|                                         | P. Chávez 54' · N. Maz 86' | Reporte                |                   | Asistencia: 5,000 espectadores Árbitro(s): Israel Perea Vázquez | Asistencia: 5,000 espectadores Árbitro(s): Israel Perea Vázquez |
| Necaxa avanzó a Semifinales. Global 3-1 |                            |                        |                   |                                                                 |                                                                 |

### Semifinales
| 2 de diciembre de 2009, 20:45 (UTC -6) | Veracruz          | 1:0 (0:0) | Irapuato | Estadio Luis "Pirata" Fuente, Veracruz                                 |                                                                        |
|                                        | A. Da Silva 90+1' | Reporte   |          | Asistencia: 12,000 espectadores Árbitro(s): Jorge Isaac Rojas Castillo | Asistencia: 12,000 espectadores Árbitro(s): Jorge Isaac Rojas Castillo |

| 5 de diciembre de 2009, 19:00 (UTC -6) | Irapuato                              | 3:0 (3:0) (Global 3:1) | Veracruz | Estadio Sergio León Chávez, Irapuato                                    |                                                                         |
|                                        | R. Saucedo 13' · A. González 24', 34' | Reporte                |          | Asistencia: 35,000 espectadores Árbitro(s): Carlos Manuel Martínez Soto | Asistencia: 35,000 espectadores Árbitro(s): Carlos Manuel Martínez Soto |
| Irapuato avanzó a la Final. Global 3-1 |                                       |                        |          |                                                                         |                                                                         |

| 3 de diciembre de 2009, 17:00 (UTC -6) | Necaxa                       | 2:0 (2:0) | Lobos BUAP | Estadio Victoria, Aguascalientes                                     |                                                                      |
|                                        | P. Chávez 8' · M. Romero 37' | Reporte   |            | Asistencia: 5,000 espectadores Árbitro(s): Jorge Antonio Pérez Durán | Asistencia: 5,000 espectadores Árbitro(s): Jorge Antonio Pérez Durán |

| 6 de diciembre de 2009, 12:00 (UTC -6) | Lobos BUAP | 0:0 (Global 0:2) | Necaxa | Estadio Cuauhtémoc, Puebla                                            |                                                                       |
|                                        |            | Reporte          |        | Asistencia: 37,000 espectadores Árbitro(s): Víctor Bisguerra Mendiola | Asistencia: 37,000 espectadores Árbitro(s): Víctor Bisguerra Mendiola |
| Necaxa avanzó a la Final. Global 0-2   |            |                  |        |                                                                       |                                                                       |

### Final
| 9 de diciembre de 2009, 17:00 (UTC -6) | Necaxa          | 1:0 (0:0) | Irapuato | Estadio Victoria, Aguascalientes                                        |                                                                         |
|                                        | A. Castillo 71' | Reporte   |          | Asistencia: 22,000 espectadores Árbitro(s): Carlos Manuel Martínez Soto | Asistencia: 22,000 espectadores Árbitro(s): Carlos Manuel Martínez Soto |

| 12 de diciembre de 2009, 19:00 (UTC -6) | Irapuato                               | 3:3 (2:1, 1:1) (t. s.)(Global 3:4) | Necaxa                                | Estadio Sergio León Chávez, Irapuato                                  |                                                                       |
|                                         | A. González 15', 19' · J. Manrique 97' | Reporte                            | M. Romero 33' · A. Castillo 92', 107' | Asistencia: 35,000 espectadores Árbitro(s): Fernando Guerrero Ramírez | Asistencia: 35,000 espectadores Árbitro(s): Fernando Guerrero Ramírez |
| Necaxa campeón del Torneo Apertura 2009 |                                        |                                    |                                       |                                                                       |                                                                       |

| Campeón Apertura 2009 |
| --------------------- |
|                       |
| Necaxa                |
| 1° Título             |